# Wybrzeże Kości Słoniowej na Letnich Igrzyskach Olimpijskich 1992
Wybrzeże Kości Słoniowej na Letnich Igrzyskach Olimpijskich 1992 reprezentowało 13 zawodników: ośmiu mężczyzn i pięć kobiet. Był to 7 start reprezentacji Wybrzeża Kości Słoniowej na letnich igrzyskach olimpijskich.

## Skład kadry

### Judo

#### Mężczyźni
| Zawodnik         | Konkurencja   | 1/32 finału                   | 1/16 finału              | 1/8 finału       | Ćwierćfinały     | Półfinały        | Repasaże         | Repasaże         | Repasaże         | Repasaże         | Repasaże         | Finał            | Pozycja | Źródło |
| Zawodnik         | Konkurencja   | 1/32 finału                   | 1/16 finału              | 1/8 finału       | Ćwierćfinały     | Półfinały        | 1                | 2                | 3                | 4                | O brąz           | Finał            | Pozycja | Źródło |
| Zawodnik         | Konkurencja   | Przeciwnik Wynik              | Przeciwnik Wynik         | Przeciwnik Wynik | Przeciwnik Wynik | Przeciwnik Wynik | Przeciwnik Wynik | Przeciwnik Wynik | Przeciwnik Wynik | Przeciwnik Wynik | Przeciwnik Wynik | Przeciwnik Wynik | Pozycja | Źródło |
| ---------------- | ------------- | ----------------------------- | ------------------------ | ---------------- | ---------------- | ---------------- | ---------------- | ---------------- | ---------------- | ---------------- | ---------------- | ---------------- | ------- | ------ |
| Moshe Pennavayre | Waga do 78 kg | J. de Sousa Porażka – decyzja | NQ                       | NQ               | NQ               | NQ               | NQ               | NQ               | NQ               | NQ               | NQ               | NQ               | 34-42.  | [ 1 ]  |
| Isaac Angbo      | Waga do 86 kg | BYE                           | A. Franco Porażka – chui | NQ               | NQ               | NQ               | NQ               | NQ               | NQ               | —                | NQ               | NQ               | 21-32.  | [ 2 ]  |

### Kajakarstwo

#### Mężczyźni
| Zawodnik                    | Konkurencja | Eliminacje | Eliminacje | Repasaże | Repasaże | Półfinał | Półfinał | Finał | Finał   | Źródło |
| Zawodnik                    | Konkurencja | Czas       | Pozycja    | Czas     | Pozycja  | Czas     | Pozycja  | Czas  | Pozycja | Źródło |
| --------------------------- | ----------- | ---------- | ---------- | -------- | -------- | -------- | -------- | ----- | ------- | ------ |
| Koutoua Abia Drissa Traouré | K-2 500 m   | 1:46.95    | 8.         | 1:47.72  | 7.       | NQ       | NQ       | NQ    | NQ      | [ 3 ]  |

### Lekkoatletyka

#### Konkurencje biegowe

##### Kobiety
| Zawodnik                                                | Konkurencja | Eliminacje | Eliminacje | Ćwierćfinały | Ćwierćfinały | Półfinał | Półfinał | Finał | Finał   | Źródło |
| Zawodnik                                                | Konkurencja | Czas       | Pozycja    | Czas         | Pozycja      | Czas     | Pozycja  | Czas  | Pozycja | Źródło |
| ------------------------------------------------------- | ----------- | ---------- | ---------- | ------------ | ------------ | -------- | -------- | ----- | ------- | ------ |
| Ziga Foufoué                                            | 100 m       | 11.77      | 6.         | NQ           | NQ           | NQ       | NQ       | NQ    | NQ      | [ 4 ]  |
| Olga Mutanda                                            | 200 m       | 24.19      | 6.         | NQ           | NQ           | NQ       | NQ       | NQ    | NQ      | [ 5 ]  |
| Alimata Koné                                            | 400 m       | 53.76      | 5. (q)     | 53.80        | 8.           | NQ       | NQ       | NQ    | NQ      | [ 6 ]  |
| Louise Ayétotché Alimata Koné Olga Mutanda Ziga Foufoué | 4 × 100 m   | DSQ        | DSQ        | —            | —            | —        | —        | NQ    | NQ      | [ 7 ]  |

##### Mężczyźni
| Zawodnik                                                          | Konkurencja | Eliminacje | Eliminacje | Ćwierćfinały | Ćwierćfinały | Półfinał | Półfinał | Finał | Finał   | Źródło |
| Zawodnik                                                          | Konkurencja | Czas       | Pozycja    | Czas         | Pozycja      | Czas     | Pozycja  | Czas  | Pozycja | Źródło |
| ----------------------------------------------------------------- | ----------- | ---------- | ---------- | ------------ | ------------ | -------- | -------- | ----- | ------- | ------ |
| Jean-Olivier Zirignon                                             | 100 m       | 10.55      | 3. (Q)     | 10.54        | 8.           | NQ       | NQ       | NQ    | NQ      | [ 8 ]  |
| Ouattara Lagazane                                                 | 200 m       | 21.13      | 4. (q)     | 21.39        | 7.           | NQ       | NQ       | NQ    | NQ      | [ 9 ]  |
| Franck Waota Jean-Olivier Zirignon Gilles Bogui Ouattara Lagazane | 4 × 100 m   | 40.02      | 6. (q)     | —            | —            | 39.46    | 4. (Q)   | 39.31 | 8.      | [ 10 ] |

#### Konkurencje techniczne

##### Kobiety
| Zawodnik      | Konkurencja | Eliminacje | Eliminacje | Finał | Finał   | Źródło |
| Zawodnik      | Konkurencja | Wynik      | Pozycja    | Wynik | Pozycja | Źródło |
| ------------- | ----------- | ---------- | ---------- | ----- | ------- | ------ |
| Lucienne N’Da | Skok wzwyż  | 1,79 m     | 37.        | NQ    | NQ      | [ 11 ] |